# Église Saint-Jean de Villeau
Pour les articles homonymes, voir Église Saint-Jean.
L'église Saint-Jean est une église catholique située à Villeau dans le département français d'Eure-et-Loir, en région Centre-Val de Loire.

## Historique
L'édifice est classé au titre des monuments historiques en 1966.